# Ґахарва
Ґахарва (Міраї) (англ. Gaharwa — озеро, розташоване на території Руанди, Східна провінція. Неподалік знаходиться містечко Ґашора. Північніше розташовані озера Кілімбі, Міраві, Руміра, пвінічно-західніше — Саке, південніше — Рверу, Когога.